# Litauen ved sommer-OL 2020
 Litauen  deltog under Sommer-OL 2020 i Tokyo som blev afviklet i perioden 23. juli til 8. august 2021.

## Medaljer
| 2020 Tokyo | Guld | Sølv | Bronze | Total |
| Litauen    | 0    | 1    | 0      | 1     |

### Medaljevinderne
| Litauen under sommer-OL 2020 i Tokyo | Litauen under sommer-OL 2020 i Tokyo | Litauen under sommer-OL 2020 i Tokyo | Litauen under sommer-OL 2020 i Tokyo | Litauen under sommer-OL 2020 i Tokyo |
| Medalje                              | Navn                                 | Sport                                | Event                                | Dato                                 |
| ------------------------------------ | ------------------------------------ | ------------------------------------ | ------------------------------------ | ------------------------------------ |
| Sølv                                 | Laura Asadauskaitė                   | Moderne femkamp                      | Damer                                | 6. august                            |